# Cryptoforis arenaria
Espèce
Cryptoforis arenaria est une espèce d'araignées mygalomorphes de la famille des Idiopidae.

## Distribution
Cette espèce est endémique du Queensland en Australie. Elle se rencontre sur l'île Fraser.

## Description
Le mâle holotype mesure 27,57 mm.

## Publication originale
- Wilson, Raven, Schmidt, Hughes & Rix, 2021 : « Systematics of the spiny trapdoor spider genus Cryptoforis (Mygalomorphae: Idiopidae: Euoplini): documenting an enigmatic lineage from the eastern Australian mesic zone. » The Journal of Arachnology, vol. 49, no 1, p. 28-90.